# Cinque Mali
I Cinque Mali sono, secondo quanto riportato nelle scritture sikh e in particolare nel Guru Granth Sahib, cinque principali debolezze della personalità umana. I Cinque Mali sono considerati devianti per la crescita spirituale dell'uomo, e per questo dovrebbero essere evitati.
I mali comprendono il Kam, il Krodh, il Lobh, il Moha e l'Ahankar.
I sikh credono che per allontanarsi dai Cinque Mali si possa anche compiere le azioni sacre della religione: l'abbandono a Vahiguru con spirito positivo (il Chardikala), e l'affidamento alla sua misericordia (l'Hukam). In generale tutte le pratiche della disciplina sikh avvicinano l'essere umano a Dio contribuendo ad allontanarlo dai mali.